# روهينغيا
روهينغيا أو روهنيجيا (بالبورمية: ရိုဟင်ဂျာ) اسم لقومية عرقية تنتمي إلى ولاية أراكان غربي بورما أو ميانمار. فبحسب التقديرات الرسمية لسنة 2012 يوجد 800,000 روهينجي في أراكان، وتعدهم الأمم المتحدة أكثر الأقليات اضطهادًا في العالم. وقد فرّ العديد منهم ويعيشون لاجئين في مخيمات في بنغلاديش المجاورة وإلى مناطق عدة داخل تايلاند على الحدود مع بورما.

## أصل الكلمة
أختلف في أصل المصطلح «روهينغيا». يؤكد بعض مؤرخي الروهينغيا مثل خليل الرحمن أن مصطلح روهنغيا مشتق من الكلمة العربية «رحمة»، حيث تتبعوا المصطلح إلى القرن الثامن ميلادي حيث قصة حطام السفينة. ووفقا لما قالوا فإن سفينة عربية تحطمت بالقرب من جزيرة رامري بها تجار عرب، وقد أمر ملك أراكان بإعدام التجار العرب، الذين كانوا يصيحون:«الرحمة الرحمة»، فأطلق على هؤلاء الناس اسم راهام ومع مرور الزمن تبدل المصطلح إلى رهوهانج ثم روهنجيا. ولكن خالف هذا القول كلا من جهير الدين أحمد الرئيس السابق لمؤتمر مسلمي بورما والسكرتير السابق للمؤتمر نظير أحمد، حيث جادلا بأن سلالة مسلمي حطام السفينة يطلق عليهم الآن ثامبو كيا وموجودون على سواحل أراكان، فإن كان صحيحا أن أصل مصطلح روهنجيا جاء من تلك المجموعة المسلمة فإن شعب الثامبو كيا هم أولى الناس بالإسم. لذا فهم يقولون ان موطن أسلاف الروهنجية هو الروها في أفغانستان. أما المؤرخ تشودري فيقول خلال السكان المسلمين في ميانمار: أن مصطلح مروهاونج (مملكة أراكانية قديمة) قد حرّف إلى روهانج، وبالتالي فإن السكان تلك المنطقة سموا بالروهنجيا.
أما المؤرخين البورميون فيدعون أن مصطلح الروهنجيا لم يكن موجودا قبل سنوات عقد 1950. وحسب أقوال مؤرخ آخر وهو د. مايونغ مايونغ حيث قال أنه لم تكن هناك كلمة روهنجيا في مسح إحصاء 1824 الذي أجراه البريطانيون. وذكر المؤرخ أيي خان من جامعة كاندا للدراسات الدولية ان مصطلح الروهنجيا جاء من أسلاف البنغاليين في عقد 1950 الذين هاجروا إلى أراكان فترة العهد البريطاني. واضاف أنه لم يجد المصطلح في أي مصدر تاريخي في أي لغة قبل عقد 1950، إلا أنه قال أن ذلك لا يعني أن المجتمعات المسلمة لم تكن موجودة قبل 1824.
مع ذلك فقد أشار خبير التاريخ الأراكاني الدكتور جاكيز ليدر إلى أن استخدام مصطلح روونجا قد استخدم في أواخر القرن الثامن عشر في تقرير نشره البريطاني فرانسيس بوكانان هاملتون في الفقرة 1799 عن «المفردات المقارنة لبعض اللغات الناطقة في مملكة بورما»، وذكر بوكانان هاملتون:«أضيف الآن ثلاث لهجات تستخدم في إمبراطورية بورما إلا أنها من الواضح انها مستمدة من لغة بلاد الهندوس. أولى اللهجات هي التي يتحدث بها المحمديون الذين استقروا في أراكان ويسمون أنفسهم روونجا أو سكان أراكان». وأضاف ليدر أن أصل الكلمة «لا شأن له بالسياسة». وأضاف أيضا أن " هذا المصطلح استخدموه لأنفسهم كرمز سياسي كي يعطوا هوية في القرن العشرين، والآن كيف يمكن لهذا المصطلح أن يستخدم منذ سنوات 1950 فقط؟ يبدوا أن الناس الذين يستخدمونه يريدون أن يعطوا تلك الهوية للمجتمع الذي يعيش هناك".

## اللغة

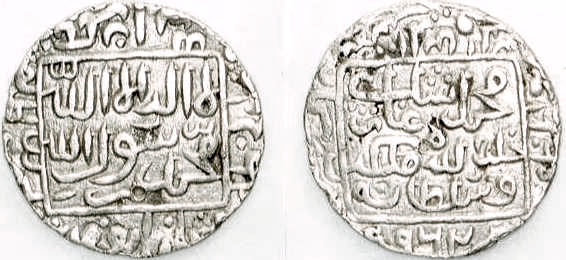
نقد استخدم في منطقة البنغال الكبير ضرب في 1554/5

اللغة الروهنجية هي لغة ذات كتابة حديثة لشعب الروهنجيا في ولاية راخين (أراكان) البورمية (ميانمار). وهي من اللغات الهندوأوروبية وهي مرتبطة لغويا بلغة شيتاغونغ المستخدمة في الجزء البنغلاديشي الجنوبي المحاذي لبورما. وقد تمكن علماء الروهنجيا بنجاح من كتابة لغتهم في نصوص مختلفة مثل العربية والحنفي والأردية والرومانية والبورمية، والحنفي هي أبجدية وضعت حديثا استمدت من اللغة العربية مع إضافة أربعة أحرف من اللغة اللاتينية والبورمية. وقد اعترفت بها المنظمة الدولية للمعايير تحت رمز ISO 639-3 "rhg"‏.

## التاريخ
ظهرت مستوطنات المسلمين في أراكان منذ وصول عرب هناك في القرن الثامن ميلادي. ويعتقد أن السلالة المباشرة من المستوطنين العرب يعيشون الآن في وسط مركز أراكان بالقرب من بلدتي مرايك يو وكياوكتاو بدلا من منطقة مايو الحدودية القريبة من منطقة شيتاغونغ البنغلاديشية التي تقطن فيها حاليا أغلبية الروهنجيا.

### التاريخ المبكر
يتركز سكان روهينغيا في آراكان وهي بلدٌ ساحلي قديم في جنوب شرق آسيا. ليس من الواضح من هم المستوطنون الأصليون لآراكان حيث يدعي المواطن البورمي أن راخين سكنت آراكان منذ عام 3000 قبل.

### وصول الإسلام (القرنان السابع والتاسع)
نظرًا للخط الساحلي على خليج البنغال، كانت آراكان مركزًا رئيسيًا للتجارة البحرية والتبادل الثقافي بين بورما والعالم الخارجي منذ عهد الإمبراطورية الرومانية في موريان. وطبقاً لسيّد إسلام، باحثٌ في العلوم السياسية، فإن التجّار العرب كانوا على اتصال بآراكان منذ القرن الثالث مستخدمين خليج البنغال للوصول إليها.

### مملكة مرايك يو
يعود تاريخ أولى الدلائل المكتشفة عن مستوطنات مسلمي البنغال في أراكان إلى زمن الملك ناراميخلا (1430-1434) من مملكة مرايك يو. فبعد نفي 24 سنة في البنغال استعاد سيطرته على العرش الأراكاني في 1430 بمساعدة عسكرية من سلطنة البنغال، حيث شكل البنغال الذين جاءوا معه مستوطناتهم الخاصة في المنطقة. وقد تنازل الملك ناراميخلا عن بعض الأراضي لسلطان البنغال معترفا بسيادته عليها. وإدراكا لموقع المملكة بإنها دولة تابعة فقد أعطي لملوك أراكان ألقاب إسلامية واستعملوها لتستخدم في العملة البنغالية الإسلامية داخل المملكة. فقد سك الملك ناراميخلا النقود بان كتب رموز بورمية على جانب وأبجدية عربية فارسية على الجانب الآخر. وبعد وفاة السلطان جلال الدين محمد شاه سنة 1433 تحررت أراكان من تبعيتها للبنغال حيث كافأ خلفاء ناراميخلا البنغال باحتلالهم رامو في 1437 وشيتاغونغ في 1459. واستمرت شيتاغونغ تحت حكم الأراكانيين حتى سنة 1666.
استمر ملوك أراكان في الحفاظ على الألقاب الإسلامية حتى بعد تحررهم من سلاطين البنغال، فقد قارن الملوك البوذيون أنفسهم بالسلاطين ولبسوا ملابس الحكام المغول. واستمروا في توظيف المسلمين في المناصب المرموقة داخل السلطة الحاكمة. وازداد فيها عدد المسلمين البنغال في القرن السابع عشر، وشغلوا عدة قطاعات من القوى العاملة لأراكان. حيث عملوا كتبة في المحاكم الأراكانية للغات البنغالية والفارسية والعربية، ومع أنها استمرت بوذية في أغلبها إلا أنها اعتمدت أسلوب إسلامي مأخوذ من سلطنة البنغال المجاورة. وينحدر العرق كاميين/كامان الذي تعترف به الدولة رسميا من هؤلاء المسلمين.

### الغزو البورمي
بعد الغزو البورمي لأراكان سنة 1785 فر مايصل إلى 35 ألف أراكاني إلى مقاطعة شيتاكونغ المجاورة التابعة للبنغال البريطاني وذلك سنة 1799 هربا من اضطهاد البورميين وطلبا لحماية الهند البريطانية. وقد أعدم الحكام البورميون آلاف الأراكانيين ورحلوا أعدادا ضخمة منهم إلى وسط بورما، تاركين قليلا من السكان في أراكان عندما أحتلها البريطانيون. ووفقا لمقالة نشرها فرانسيس بوكانان هاملتون عن إمبراطورية بورما في فقرة المحمديون الذين استقروا في أراكان ويسمون أنفسهم روونجا أو سكان أراكان.

### حكم إنجلترا الإستعماري
عندما احتل البريطانيون أراكان، شجعوا البنغال القاطنين في المناطق المجاورة بالهجرة إلى أودية أراكان الخصبة وأن يزرعوا فيها وذلك بسبب قلة سكان أراكان. وتوسعت شركة الهند الشرقية في إدارتها البنغال لتشمل أراكان، وبالتالي لم يكن هناك أي حدود دولية بين البنغال وأراكان، ولم تفرض قيود على الهجرة بين تلك المنطقتين. لذا فقد انتقل آلاف البنغال من منطقة شيتاجونغ ليستقروا في أراكان بحثا عن العمل أوائل القرن التاسع عشر. وأيضا خرج الآلاف من الراخين من أراكان ليستقروا في البنغال.
ذكر التعداد البريطاني لسنة 1891 عدد المسلمين في أراكان كان 58,255، ثم ارتفع عددهم إلى 178,647 في 1911. كان السبب الأساسي لموجات الهجرة هو الحاجة لعمالة رخيصة من الهند البريطانية للعمل في حقول الأرز. وبدأ مهاجروا البنغال -أغلبهم من منطقة شيتاغونغ- بالانتقال مجموعات إلى القرى الغربية من أراكان«. ولم تكن ظاهرة الهجرة الهندية إلى بورما مقتصرة على أراكان فقط بل انتشرت إلى جميع انحاء البلاد. فقد كتب المؤرخ ثانت ميينت-يو:» بلغ معدل هجرة الهنود إلى بورما بداية القرن العشرين مالا يقل عن ربع مليون سنويا وارتفعت الأرقام حتى بلغت ذروتها سنة 1927 حيث وصلت الهجرة 480 ألف شخص. فأضحت رانجون أكبر منفذ هجرة في العالم متجاوزة مدينة نيويورك. وهذا العدد هو من أصل 13 مليون نسمة إجمالي السكان«وبذا شكل المهاجرين الهنود أغلبية السكان في أكبر مدن بورما: يانجون (رانجون) وأكياب (ستوي) وباسن (باثن) ومولمين. فأصيب البورميون تحت الحكم البريطاني باليأس، مما ساعد بظهور ردة فعل مؤججة بمشاعر عنصرية ضمت الإحساس بالتفوق والخوف».
أثرت الهجرة تأثيرا حادا على أراكان التي هي أقل المناطق سكانا في بورما. لذا وخوفا من عداء قد يستمر لفترة طويلة بين البوذيين الراخين ومسلمي الروهنجيا شكلت السلطة البريطانية سنة 1939 لجنة التحقيق خاصة برئاسة جيمس استر وتوت تين لدراسة مسألة هجرة المسلمين إلى ولاية راخين. فأوصت اللجنة بضبط حدود الولاية، لكن اندلاع الحرب العالمية الثانية أجبر المحتلين الإنجليز على الانسحاب نهائياً من ميانمار.

### الاحتلال الياباني في الحرب العالمية الثانية
في 28 مارس 1942 قتل القوميون الراخين والكارين حوالي خمسة آلاف مسلم في بلدات منبيا ومرايك يو. ومن جانب آخر فإن المسلمين في شمال ولاية راخين ذبحوا حوالي 20,000 أراكاني بما في ذلك نائب المفوض يو أوو كياو خينغ الذي قتل عند محاولته تسوية النزاع.
خلال الحرب العالمية الثانية انسحب البريطانيون من بورما تحت ضغط هجمات الجيوش اليابانية تاركين ورائهم فراغا في الحكم، فاندلعت أعمال عنف كبيرة، منها ماهو بين قرى الراخين البوذية والروهنجية المسلمين، ومنها مابين جماعات موالية لبريطانيا وقوميين بورميين. فعند انسحابهم من بورما قام البريطانيون بتسليح جماعات مسلمة في شمال أراكان لإنشاء منطقة عازلة تفصلهم عن الغزاة اليابانيين. فقد دعم الروينجية الحلفاء في حربهم تلك بمساعدتهم في استكشاف العمق الياباني. فتعرض الآلاف منهم لفظائع من اليابانيين، حيث أفرطوا فيهم بالقتل والاغتصاب والتعذيب. ويعتقد أنه عبر في تلك الفترة 22 ألفا روهنجيا الحدود إلى ولاية البنغال التي هي جزء من الهند البريطانية هربا من العنف. أما إجمالي الروهنجية الذين فروا إلى شيتاغونغ بعد تكرار مجازر البورميون والقوات اليابانية لهم هو 40 ألفا.

### ما بعد الحرب
أسس شيوخ الروهنجيا الذين أيدوا حركة الجهاد في شمال أراكان سنة 1947 حزبا أسموه حزب المجاهدين، وكان هدفه اقامة دولة مسلمة ذاتية الحكم في أراكان. وقد كانوا نشطين جدا قبل انقلاب سنة 1962 بقيادة الجنرال ني وين الذي قام بعمليات عسكرية ضدهم على مدى عقدين، وأشدها تلك المسماة «عملية الملك التنين» التي وقعت سنة 1978، وكانت نتيجتها أن فر الكثير من مسلمي المنطقة لاجئين إلى بنغلاديش المجاورة. ومع ذلك فلا يزال المجاهدون البورميون (المقاتلون المسلمون) نشطين في المناطق النائية من أراكان. كان التعاون بين المجاهدين البورميين مع نظرائهم البنغلاديش كبيرا إلا أنهم فضلوا خلال السنوات الأخيرة أن يوسعوا من شبكاتهم إلى مستوى دولي. فتمكنوا من جمع التبرعات وتلقي التدريبات العسكرية خارج بورما. وانتشر العديد من المهاجرين الروهنجيا في كراتشي عدى ماهو موجود في بنغلاديش.

### الاستقلال البورمي
لقد اعتُرف بمجتمع الروهينجيا كجنسيةٍ عرقيةٍ أصلية لبورما حيث كان أعضاء المجموعة يعملون كممثلين في البرلمان البورمي بالإضافة إلى وزراءٍ وأمناء برلمانيين ومناصب حكوميةٍ أخرى رفيعة المستوى. ولكن منذ سيطرة المجلس العسكري الحاكم في بورما على البلاد في عام 1962، حُرِم الروهينجيون بشكلٍ منهجي من حقوقهم السياسية.

### طرد الهنود البورميين
ازدادت العنصرية تجاه الناس الذين لديهم روابط مع شبه القارة الهندية بعد الانقلاب البورمي عام 1962. قامت الحكومة العسكرية الاشتراكية بتأميم جميع الممتلكات بما في ذلك العديد من الشركات من المجتمع الهندي البورمية ذوي الياقات البيضاء. بين عامي 1962 و 1964 اضطر 320000 من الهنود البورميين لمغادرة البلاد.

### قانون الجنسية لعام 1982
في عام 1982، لم ينص قانون المواطنة الذي أقره المجلس العسكري الحاكم في بورما على الروهينجية كواحدة من أصل 135 عرقيةٍ وطنية في بورما. جعل هذا الكثير من سكان روهينغيا في بورما عديمي الجنسية في وطنهم التاريخي لآراكان.

### أزمة اللاجئين في 1991-1992
بعد أن بدأ المجلس العسكري البورمي اضطهاد المعارضة السياسية بعد فوز أونغ سان سو كي في انتخابات عام 1990 والسابقة لانتفاضة عام 1988، بدأت العمليات العسكرية التي تستهدف المسلمين في ولاية أراكان.

### المجلس العسكري البورمي
اعتمد المجلس العسكري الذي حكم بورما منذ نصف قرن اعتمادا كبيرا على القومية البورمية وديانة تيرافادا البوذية لتعزيز حكمه. لذا فقد رأى خبراء الحكومة الأميركية بأن هناك تمييز عنصري ضد الأقليات مثل روهنجيا والمجموعات الصينية مثل الكوكانغ والبانثاي (صينيين مسلمين). وهناك بعض مؤيدي الديمقراطية المنشقين من الأغلبية العرقية البورمانية في بورما من يرفض الاعتراف بالروينجية بأنهم من أبناء البلد.
وقد اتهمت حكومات بورما المتعاقبة بأنها تثير أعمال الشغب ضد الأقليات مثل الروهنجيا والصينيين.

### أعمال عنف في ولاية راخين 2012
شهد شمال ولاية راخين أعمال شغب سنة 2012 وهي سلسلة من صراعات مستمرة بين مسلمي الروهنغا وعرقية الراخين البوذيين. وجاءت أعمال الشغب بعد اسابيع من الخلافات الطائفية التي أدانها معظم اتباع الطائفتين. ولا يعرف بالضبط ماهو السبب المباشر لتلك الأحداث، وإن عد بعض المعلقين أن قتل الراخين لعشرة من المسلمين البورميين بعد اغتصاب وقتل امرأة راخينية هو السبب الرئيسي لتلك الأحداث. وقد فرضت الحكومة حظراً للتجوال ونشرت قواتها في المناطق المضطربة. وأعلنت الطوارئ في أراكان بحيث سمح للجيش بالمشاركة في إدارة المنطقة. وقد دمر أكثر من 300 منزل وعدة مباني عامة. وفقا لتون خين رئيس منظمة روهينغيا بورما في المملكة المتحدة أنه إلى يوم 28 يونيو فقد قتل 650 من الروهينغيا واعتبر 1200 من المفقودين وتشرد أكثر من 80 ألفاً. واتهم الجيش والشرطة البورمية بأنهم لعبوا دورا أساسيا في استهداف الروهينجيا خلال الاعتقالات الجماعية والإفراط في العنف. أما سلطات ميانمار فقد ذكرت أن العنف بين البوذيين والمسلمين في ولاية راخين قد خلف 78 قتيلا و87 جريحا ودمر آلاف المنازل وشرد أكثر من 52,000 شخص.
وقد اتخذت عدد من تنظيمات الرهبان التي لعبت دورا مهما في النضال من أجل الديمقراطية في بورما تدابير لمنع وصول أي مساعدات إنسانية إلى المجتمع الروهنجي. وقد أكدت حكومة ميانمار في يوليو 2012 بأن الأقلية الروينغية تصنف على أنها عرقية من مسلمي البنغال عديمي الجنسية قدمت من بنغلاديش سنة 1982، وأنها لم تدرج مع حوالي 130 عرقية تطالب بجنسية ميانمار.

## الدين

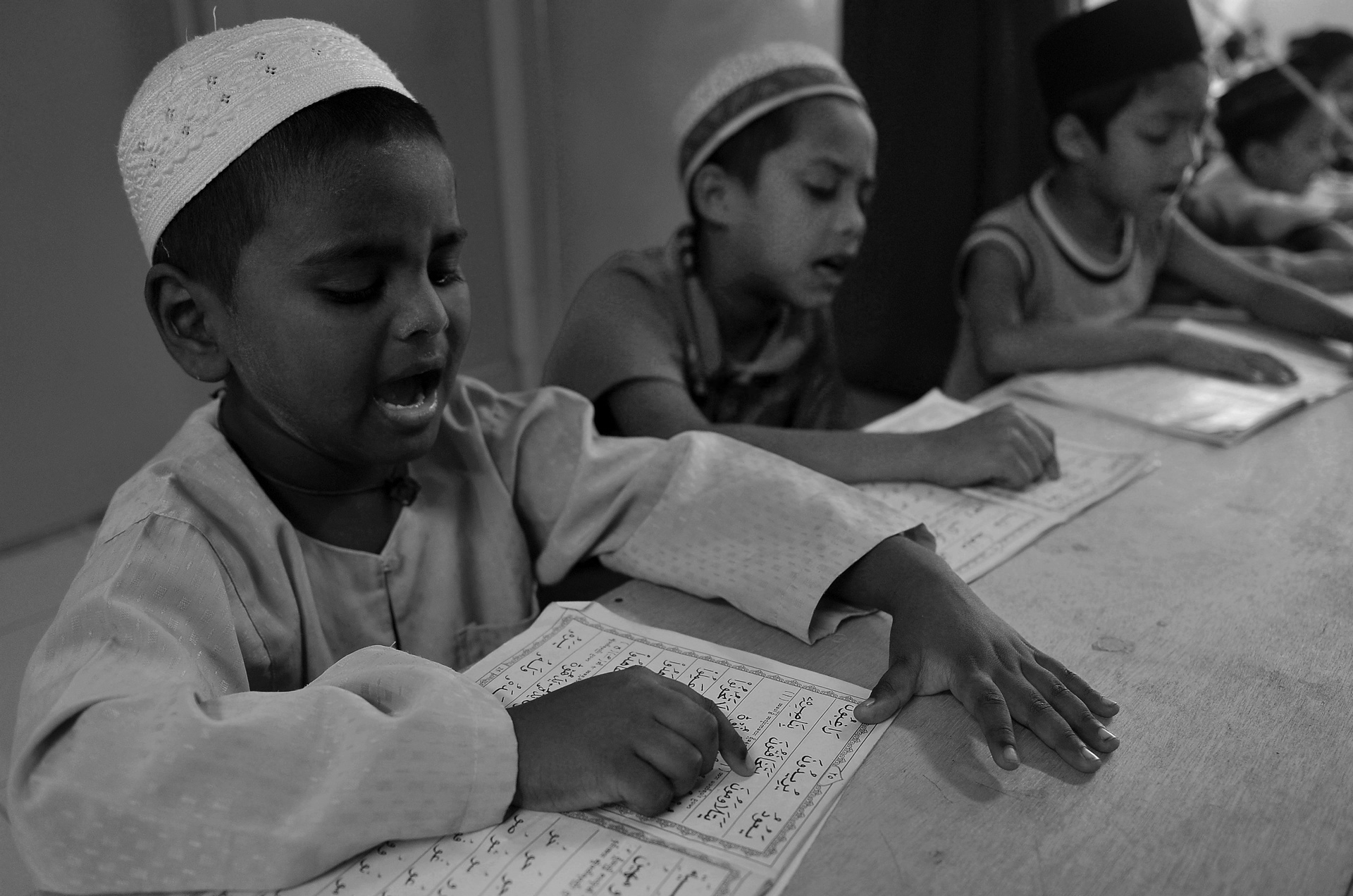
أيتام الروهينجا في مدرسة في سيلايانغ، ماليزيا

تمارس الغالبية العظمى من الروهينجا الإسلام، بما في ذلك مزيج من الإسلام السني والصوفية، وحوالي 2.5٪ من الروهينجا هم من الهندوس. وبما أن الحكومة تقيد الفرص التعليمية لهم فإن الكثير منهم يواصل دراساتهم الإسلامية الأساسية كخيار تعليمي فقط. ويوجد في معظم القرى المساجد والمدارس الدينية حيث يصلي الرجال فيها جماعة، أما النساء فيصلين في المنازل.
واجه المسلمون في كثير من الأحيان عقبات وكافحوا لممارسة دينهم بنفس الطريقة التي يمارسها الأفراد الآخرون في بورما. وقد تجلت هذه الصراعات في شكل صعوبة الحصول على الموافقة على بناء دور العبادة، سواء كانت غير رسمية أو رسمية. في الماضي، تم القبض عليهم أيضًا بسبب تعليمهم وممارسة معتقداتهم الدينية.

## اللاجئين وانتهاكات حقوق الإنسان
يوصف الشعب الروهينغي بأنه "أكثر الشعوب نبذا" و"أنهم أكثر الأقليات اضطهادا في العالم". وقد جردوا من مواطنتهم منذ قانون الجنسية لسنة 1982. فلا يسمح لهم بالسفر دون إذن رسمي ومنعوا من امتلاك الأراضي وطلب منهم التوقيع بالالتزام بأن لا يكون لهم أكثر من طفلين.
وحسب تقارير منظمة العفو الدولية فإن مسلمي الروهينغيا لا يزالون يعانون من انتهاكات لحقوق الإنسان في ظل المجلس العسكري البورمي منذ سنة 1978، وقد فر العديد منهم إلى بنغلاديش المجاورة:
| روهينغيا | قيدت بشدة حركة الروهينغيين في التنقل، وحرمت الغالبية العظمى منهم من الجنسية البورمية. ويتعرضون أيضا لعدة أنواع من الابتزاز والضرائب التعسفية ومصادرة الأراضي والإخلاء القسري وتدمير منازلهم وفرض قيود مالية على الزواج. ولا يزالون يستخدمونهم عمالا سخرة في الطرقات ومعسكرات الجيش وأن كان معدل أعمال السخرة قد انخفض في ولاية راخين الشمالية خلال العقد الماضي. [...] في أعقاب "عملية الملك التنين" المسماة ناجامين للجيش البورمي في سنة 1978 فر أكثر من 200،000 من الروهينغيا إلى بنغلاديش. وتهدف تلك الحملة رسميا "بالتدقيق على كل فرد يعيش في الدولة، وتصنيف المواطنين والأجانب حسب القانون، واتخاذ الإجراءات ضد الأجانب الذين دخلوا البلاد بطريقة غير مشروعة." تلك الحملة استهدفت المدنيين مباشرة، مما أسفر عنه انتشار القتل على نطاق واسع والاغتصاب وتدمير المساجد بالإضافة إلى الاضطهاد الديني. [...] مابين 1991-1992 جرت موجة جديدة من الهروب، حيث فر أكثر من ربع مليون روهينغي إلى بنجلاديش. حيث قالوا انهم استخدموهم عمالا سخرة، وجرت عمليات إعدام بدون محاكمة والتعذيب والاغتصاب. وقد اجبر الجيش البورمي الروهينغيا على العمل دون أجر في مشاريع البنية التحتية والاقتصادية وفي ظروف قاسية. وقد حدثت العديد من انتهاكات لحقوق الإنسان من الأمن خلال عمل السخرة للرهينغا المدنيين. | روهينغيا |

ثم بدأت المفوضية العليا للاجئين (المفوضية العليا للأمم المتحدة لشؤون اللاجئين) في تقديم المساعدات لإعادة توطين الروهينجا في بنغلاديش من سنة 2005، ولكن ظهور مزاعم لانتهاكات حقوق الإنسان في مخيمات اللاجئين هددت تلك الجهود.
ومع الجهود السابقة للأمم المتحدة إلا أن الغالبية العظمى من اللاجئين الروهينجا في بنغلاديش ظلوا غير قادرين على العودة بسبب النظام الحاكم في ميانمار. وهم يواجهون الآن مشاكل في بنغلاديش لأنهم لا يتلقون أي دعم من الحكومة. ساعد البحارة الأتشيين في فبراير 2009 العديد من لاجئي الروهينجا في مضيق ملقا بعد ان ظلوا 21 يوما في عرض البحر.
وقد فر الآلاف من روهينغيا على مدى السنوات الماضية إلى تايلاند. هناك ما يقرب من 111,000 لاجئ يقيمون في تسع مخيمات على طول الحدود التايلاندية الميانمارية. وهناك اتهامات بأنهم ارسلوا مجموعة من اللاجئين في سفن حيث طردوهم من تايلاند وتركوا في عرض البحر. وظهرت أدلة في فبراير 2009 على قطر الجيش التايلاندي لسفينة تحمل 190 من لاجئي الروهينجا إلى البحر، حيث روت المجموعة التي انقذتها السلطات الاندونيسية في فبراير 2009 قصص مروعة من القاء الجيش التايلاندي القبض عليهم وضربهم ثم أرسالهم إلى عرض البحر حيث تركهم هناك. ثم ظهرت التقارير أنه قبل نهاية فبراير كانت هناك مجموعة من 5 زوارق قطرت إلى عرض البحر، غرق منها أربعة بمن فيها من اللاجئين جراء عاصفة، أما القارب الناجي فقد جرفته الامواج إلى الساحل. وفي يوم 12 فبراير 2009 قال رئيس وزراء تايلاند ابهيسيت فيجاجيفا ان هناك «بعض الحالات» قد أرجعت الروهينجيين إلى البحر.
باعتقادي كانت هناك محاولات لجعل هؤلاء الناس ينجرفوا إلى شواطئ أخرى. [...] وعندما تحدث تلك الممارسات، يتم ذلك على أساس أن لديهم ما يكفي من الغذاء والماء. [...] وليس من الواضح الذي فعل ذلك [...] ولكن إذا ظهرت لدي أدلة عن الذي فعل هذا بالضبط فسوف يتم محاسبته".
وقال رئيس الوزراء انه يأسف لحدوث «أي خسائر» وسيعمل على تصحيح تلك المشكلة.
وفي سنة 2005 بدأت الخطوات في إعادة الروهينغيا، حيث أعلنت بنغلاديش في 2009 أنها وبعد اجتماعها مع دبلوماسيون بورميون سوف تعيد حوالي 9,000 روهينغيََا يعيشون في المخيمات إلى بورما.
وفي 16 أكتوبر 2011 وافقت الحكومة البورمية الجديدة في استعادة لاجئين مسجلين من الروهينغيا.

## وصلات خارجية
- Arakan Rohingya National Organisation
- الروهينغيا.. مسلمون مضطهدون - محتوى تفاعلي من موقع الجزيرة